# ART Grand Prix
Az ART Grand Prix egy francia csapat, mely jelenleg az FIA Formula–2 bajnokságban, az FIA Formula–3 bajnokságban és a Formula Regionális Európa-bajnokság-ban van jelen.

## Története
A csapatot 2005-ben alapította Frédéric Vasseur és Jean Todt fia, Nicolas Todt azzal a céllal, hogy részt vegyenek az újonnan alakult GP2-es szériában.

### GP2
A 2005-ös szezont a korábbi Formula 3-as pilótákkal, Alexandre Prémattal és Nico Rosberggel kezdték meg bemutatkozó évüket. Rosberg az év során szerzett öt győzelmének köszönhetően megnyerte a bajnokságot, míg Prémat 4. lett. A jó teljesítmény miatt a csapat év végén bajnok lett. Nico Rosberg a következő évre a Formula–1-be szerződött.
A 2006-os szezonra a csapat megtartotta Prémat-ot, Rosberg helyére pedig az előző évi Formula 3 Euroseriesben domináló Lewis Hamilton-t szerződtette. Hamilton egész évben nagy harcban állt Nelson Piquet Jr.-ral, de végül megszerezte a vb-címet, és a következő szezonra ő is a Formula–1-ben találta magát. Csapattársa most 3. lett, így az ART Grand Prix ismét diadalmoskodott a csapatok között.
2007-ben a csapat új felállásban próbálkozott Ammermüller és di Grassi személyében. Ammermüller sérülése miatt a csapat Sébastien Buemi-vel és Mihail Aljosinnal helyettesítette. A csapatból egyedül Lucas di Grassi bizonyult esélyesnek a győzelemre, de végül második lett a bajnok, Timo Glock után. Mivel csupán a csapat egyik pilótája tudott több pontot szerezni, így az év végén az ART ,,csak’’ a második helyen zárt.

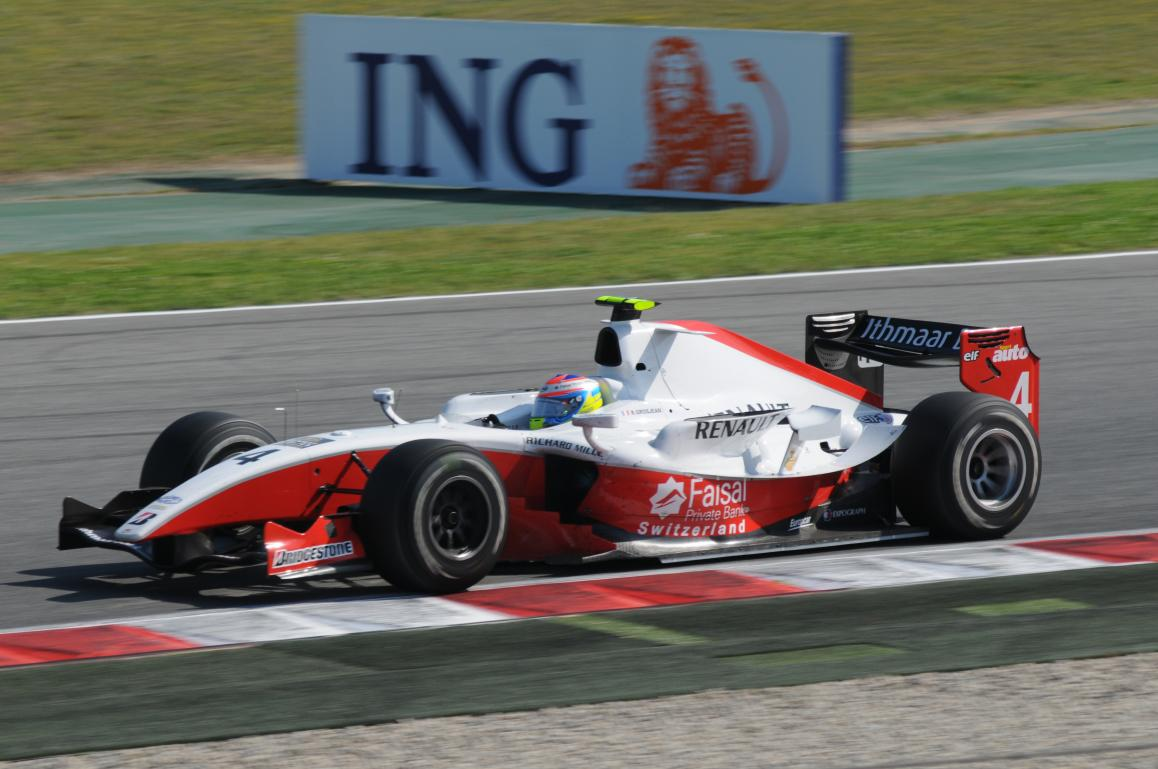
Grosjean 2008-ban

2008-ra a csapat ismét változtatott a csapatfelálláson. A tapasztalt Luca Filippi mellé az újonc Romain Grosjean-t szerződtették. Grosjean hamar az első számú pilótává nőtte ki magát, 2 futamgyőzelméből és több dobogós helyezéséből adódóan. Végül a bajnokságban negyedik lett, de így is csak 14 ponttal maradt el a bajnok, Giorgio Pantanótol. Filippit a szezon felénél Jamamoto Szakon-ra cserélték, aki szintén alul maradt a többiekkel szemben. A csapat ebből adódóan 5. lett.

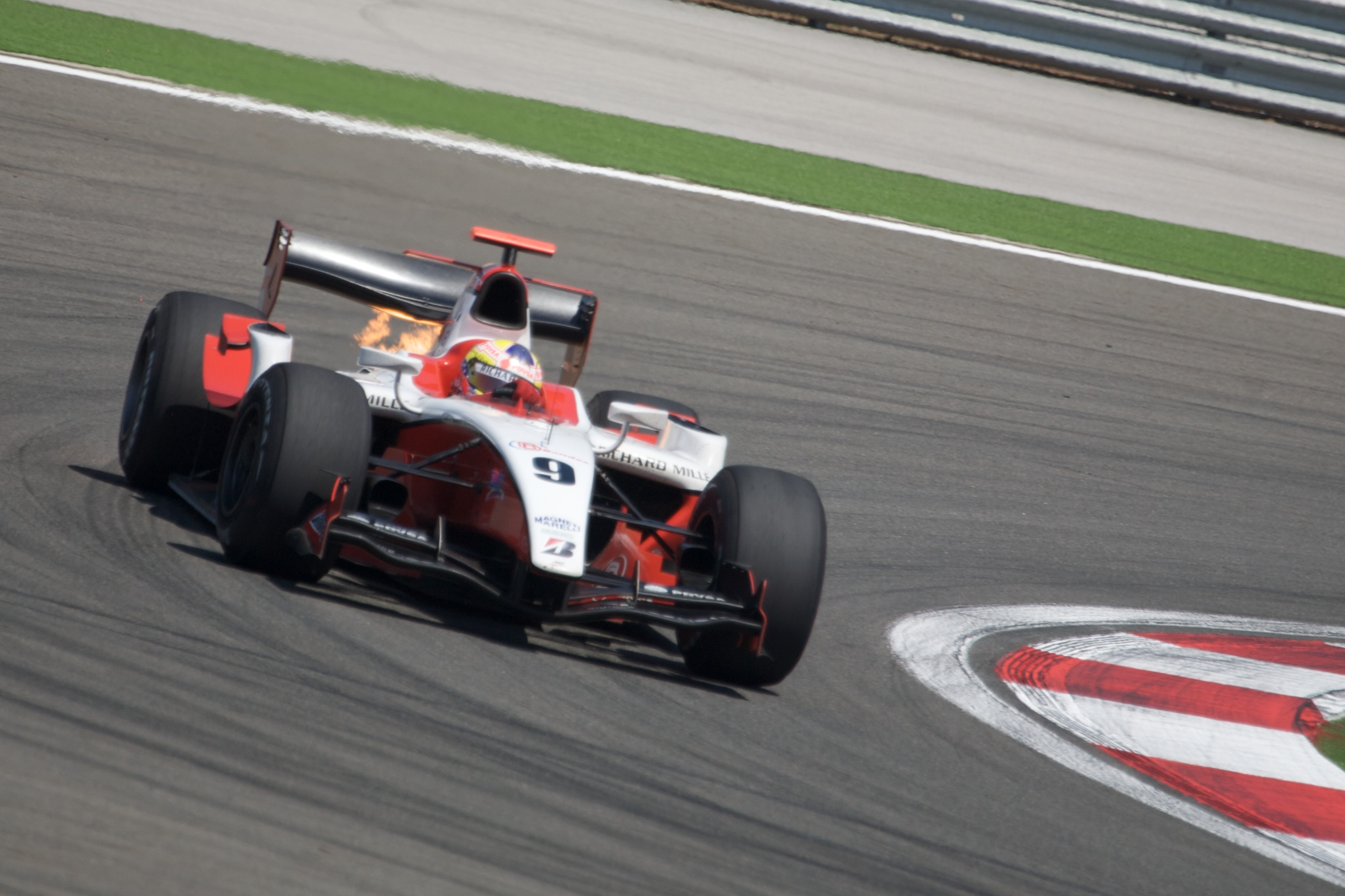
Maldonado 2009-ben a török nagydíjon

A 2009-es szezont a csapat erős pilótafelállással kezdte meg. Pastor Maldonado-val és a friss Formula–3 Euroseries bajnokkal, Nico Hülkenberggel. A csata a címért végül Hülkenberg és a két Addax pilóta, Vitalij Petrov és Grosjean között bontakozott ki. A szezon felénél Grosjean csatlakozott a Formula–1-be a Renault-val, így kiszállt a párharcból. Hülkenberg öt győzelmével és 100 pontjával elhappolta Petrov elől a címet. Maldonado az év elején két sprintversenyt is megnyert, de utána beleszürkült a mezőnybe és hatodik lett. A csapat viszont ismét megnyerte a csapat bajnoki címet.
A 2010-es szezont két, a Forma–3-ból érkező újonccal kezdték meg. Bianchi és Bird a szezon nagy részében az élmezőnyben harcolhattal, de tapasztalatlanságuk miatt az év véget a harmadik és ötödik pozíciókban zárták, a csapat pedig harmadik lett.

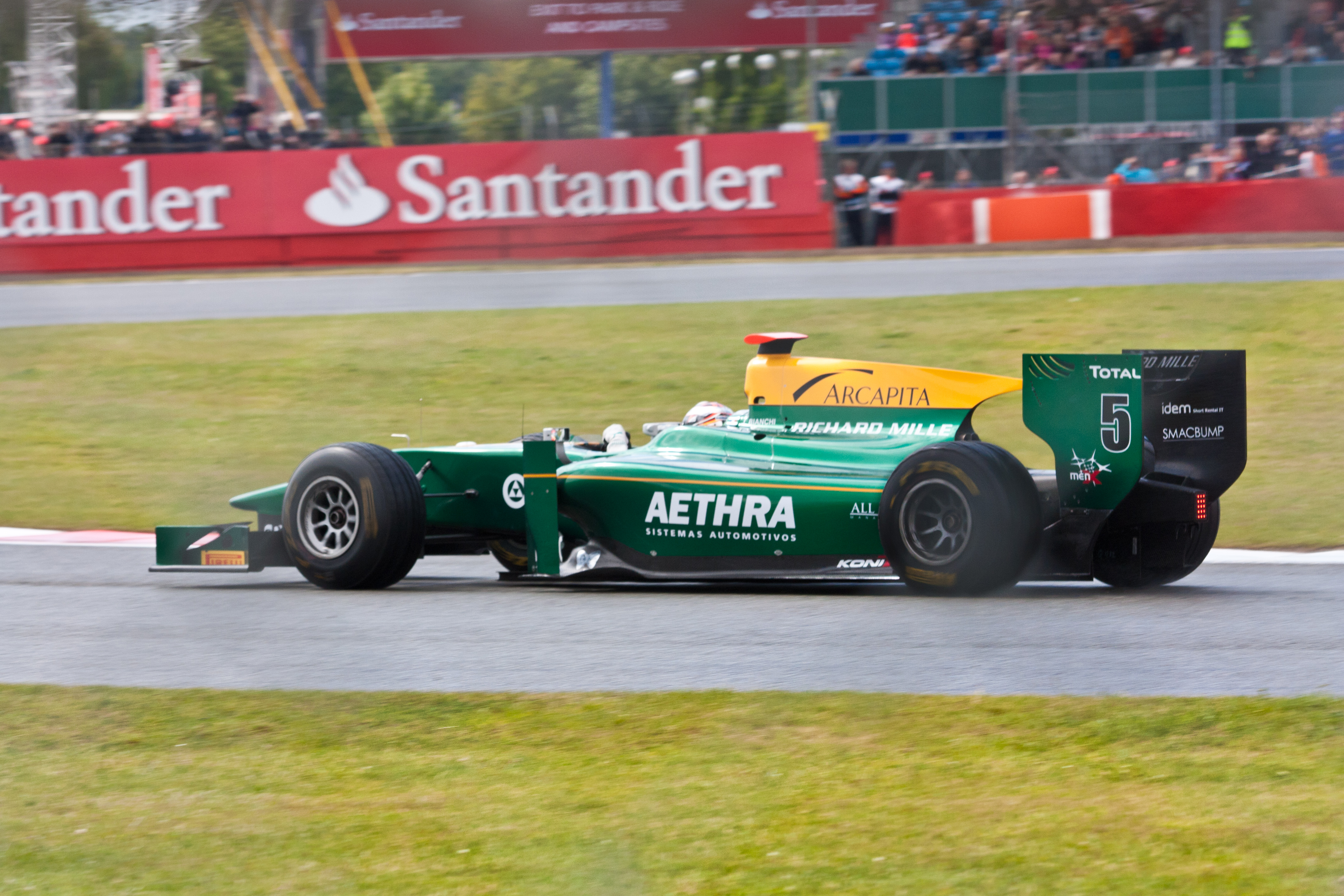
Bianchi a 2011-es brit nagydíjon

2011-ben a csapat szerződést között a Lotus istállóval, így a csapat színei zöldre és sárgára változtak. Bianchit megtartották az évre, mellé Esteban Gutiérrez érkezett, aki az előző évben a csapattal GP3-as bajnoki címet ünnepelhetett. A szezon előtt Bianchi számított a fő esélyesnek, de ismét harmadik helyen végzett a bajnokságban. Gutiérrez a szezon során szerzett egy győzelmével a tizenharmadik helyen zárt. Az ART ismételten ötödik lett.
2012-re maradt a csapatnál Gutiérrez, de a WSR-be szerződő Bianchi helyére James Calado-t ültették. Gutiérrez három, míg Calado két futamgyőzelmet szereztek, ezzel a harmadik, illetve ötödik helyet szerezték meg az év végi összesítésben. Az ART (ez évben Lotus GP) a csapatok között második lett a DAMS után, csupán 6 pontos hátránnyal.
2013-ban Calado mellé Daniel Abt-ot szerződtették. Calado az év során két sprintversenyt is meg tudott nyerni, így a harmadik helyen zárt a bajnokságban. Abt csupán négyszer szelte át a célvonalat pontszerző helyen, ezért a bajnokságban is hátul végzett. A csapat megint ötödik lett a csapatok között.

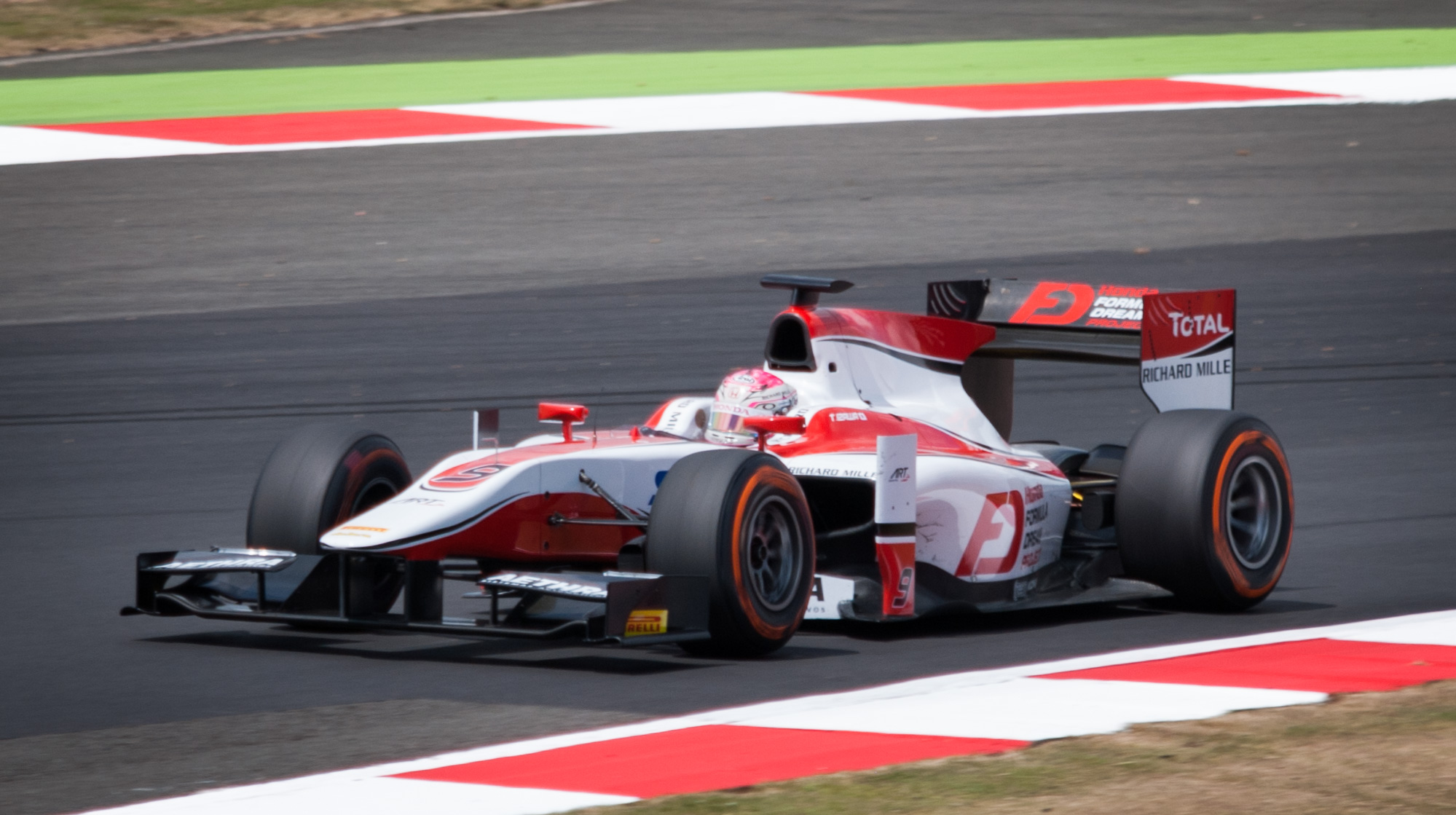
Izava Takuja 2014-ben

2014-ben a csapat szerződést kötött a Formula–1-es McLarennel. Egyik pilótájuk Takuja Izava volt, aki egy dobogós helyezést szerzett az évben. Mellé Stoffel Vandoorne érkezett, aki újonc évében rögtön a bajnokság második helyén zárt, négy győzelmet szerezve. A csapat Vandoorne jó eredményeinek köszönhetően második lett a bajnokságban.
2015-re Vandoorne maradt, csapattársa pedig a japán, Macusita Nobuharu lett. Az év első futamán rögtön kibérelték az első rajtsort, de Macusita nem tudta tartani a lépést Vandoorne-nal. Vandoorne az év során hét győzelmet szerzett, illetve minden versenyhétvégén fölállhatott a dobogóra. Végül több, mint 300 pontot szerzett, amivel új rekordot állított fel. Macusita a Hungaroringen szerezte egyetlen győzelmét, ezzel kilencedik lett. A bajnokságban 2009 után ismét nyerni tudott az ART.
A 2016-os évre az ART leigazolta az a Szergej Szirotkint, mellette maradt Macusita.

### GP3
Az első, 2010-es szezonban Esteban Gutiérrez szerezte meg a bajnoki címet, megelőzve csapattársait, Alexander Rossit és Pedro Nunest, akik a negyedik és huszonnegyedik helyezést foglalták el. A GP2-höz hasonlóan a csapat itt itt első évükben bajnoki címet ünnepelhettek.
2011-ben a csapat a korábbi Formula 3 Euroseries pilótákkal Valtteri Bottasszal, James Caladóval, valamint Nunessel kezdték meg a szezont. Nunest a szezon végére lecserélték Richie Stanaway-re, aki már az első versenyhétvégéjén győzni tudott. Bottas és Calado csupáncsak egymással tudott harcolni a bajnoki címért, amelyet végül Bottas szerzett meg. Ezzel a csapat megszerezte második bajnoki címét.
2012-ben a csapat pilótája, Daniel Abt sokáig harcban volt a bajnoki címért, de végül csak a második lett. Aaro Vainio negyedik, Conor Daly pedig hatodik lett. A csapat kiegyensúlyozott volt az egész évben, így megszerezte zsinórban a harmadik bajnoki címüket.
A 2013-as évnek a csapat a Daly–Regalia–Harvey hármassal vágott neki Regalia az utolsó futamig harcban volt a címért, ám végül Danyiil Kvjat lett a bajnok. Daly harmadik, Harvey ötödik lett, ami elég volt ahhoz, hogy az ART ismét bajnok lehessen.
A csapat 2014-ben pilótái Alex Fontana, Dino Zamparelli és az újonc Marvin Kirchhöfer voltak. A bajnok Alex Lynn lett, így a csapat a GP3-as történetében először nem szerezte meg a címet.
2015-re a csapat megtartotta Kirchhöfert, akihez Alfonso Celis, Jr. és Esteban Ocon csatlakozott. Ocon megnyerte az első futamát, majd utána sorozatban 11 dobogós helyezésével az utolsó hétvégén Luca Ghiotto-t megelőzve lett a bajnok.

## Jelenlegi sorozatok

### Idővonal
| Jelenlegi bajnokságok                   | Jelenlegi bajnokságok |
| --------------------------------------- | --------------------- |
| FIA Formula–2 bajnokság                 | 2017–                 |
| FIA Formula–3 bajnokság                 | 2019–                 |
| Formula Regionális Európa-bajnokság     | 2021–                 |
| GT World Challenge Europe Endurance Cup | 2021–                 |
| Extreme E                               | 2021–                 |
| Korábbi bajnokságok                     |                       |
| Formula Renault Európa-kupa             | 2002–2003, 2020       |
| DTM                                     | 2015–2016, 2020       |
| Francia Formula–3-as bajnokság          | 1997–2002             |
| Francia Formula Renault 2.0             | 2001–2003             |
| Formula–3 Euroseries                    | 2003–2010             |
| A1 Grand Prix                           | 2005–2006             |
| GP2 Asia Series                         | 2008–2011             |
| Formula Renault Észak-európai kupa      | 2013–2015             |
| Blancpain GT Endurance                  | 2013–2014             |
| Európai Le Mans-széria                  | 2014                  |
| GP2                                     | 2005–2016             |
| GP3                                     | 2010–2018             |

### FIA Formula–2 bajnokság
| Év   | Autó                       | Versenyzők          | Versenyek | Győzelmek | Pole-pozíciók | Leggyorsabb körök | Pont | Helyezés (Versenyzők) | Helyezés (Csapat) |
| ---- | -------------------------- | ------------------- | --------- | --------- | ------------- | ----------------- | ---- | --------------------- | ----------------- |
| 2017 | Dallara GP2/11-Mecachrome  | Macusita Nobuharu   | 22        | 2         | 1             | 2                 | 131  | 6.                    | 4.                |
| 2017 | Dallara GP2/11-Mecachrome  | Alexander Albon     | 22        | 0         | 0             | 1                 | 86   | 10.                   | 4.                |
| 2017 | Dallara GP2/11-Mecachrome  | Szergej Szirotkin   | 2         | 0         | 0             | 0                 | 9    | 20.                   | 4.                |
| 2018 | Dallara F2 2018-Mecachrome | George Russell      | 24        | 7         | 5             | 6                 | 156  | 1.                    | 2.                |
| 2018 | Dallara F2 2018-Mecachrome | Jack Aitken         | 24        | 1         | 0             | 0                 | 63   | 11.                   | 2.                |
| 2019 | Dallara F2 2018-Mecachrome | Nyck de Vries       | 24        | 4         | 5             | 3                 | 266  | 1.                    | 3.                |
| 2019 | Dallara F2 2018-Mecachrome | Nyikita Mazepin     | 24        | 0         | 0             | 0                 | 11   | 18.                   | 3.                |
| 2020 | Dallara F2 2018-Mecachrome | Marcus Armstrong    | 24        | 0         | 0             | 0                 | 52   | 13.                   | 5.                |
| 2020 | Dallara F2 2018-Mecachrome | Christian Lundgaard | 24        | 2         | 1             | 2                 | 149  | 7.                    | 5.                |
| 2021 | Dallara F2 2018-Mecachrome | Théo Pourchaire     | 23        | 2         | 1             | 4                 | 140  | 5.                    | 5.                |
| 2021 | Dallara F2 2018-Mecachrome | Christian Lundgaard | 23        | 0         | 0             | 0                 | 50   | 12.                   | 5.                |
| 2022 | Dallara F2 2018-Mecachrome | Frederik Vesti      | 28        | 1         | 1             | 1                 | 117  | 9.                    | 3.                |
| 2022 | Dallara F2 2018-Mecachrome | Théo Pourchaire     | 28        | 3         | 0             | 0                 | 164  | 2.                    | 3.                |
| 2023 | Dallara F2 2018-Mecachrome | Théo Pourchaire     |           |           |               |                   | 0*   | –*                    | –*                |
| 2023 | Dallara F2 2018-Mecachrome | Victor Martins      |           |           |               |                   | 0*   | –*                    | –*                |

* A szezon jelenleg is zajlik.

### FIA Formula–3 bajnokság
| Év   | Autó                       | Versenyzők          | Versenyek | Győzelmek | Pole-pozíciók | Leggyorsabb körök | Pont | Helyezés (Versenyzők) | Helyezés (Csapat) |
| ---- | -------------------------- | ------------------- | --------- | --------- | ------------- | ----------------- | ---- | --------------------- | ----------------- |
| 2019 | Dallara F3 2019-Mecachrome | Christian Lundgaard | 16        | 1         | 2             | 2                 | 97   | 6.                    | 3.                |
| 2019 | Dallara F3 2019-Mecachrome | Max Fewtrell        | 16        | 0         | 0             | 0                 | 57   | 10.                   | 3.                |
| 2019 | Dallara F3 2019-Mecachrome | David Beckmann      | 14        | 0         | 0             | 0                 | 20   | 14.                   | 3.                |
| 2020 | Dallara F3 2019-Mecachrome | Théo Pourchaire     | 18        | 2         | 0             | 0                 | 161  | 2.                    | 3.                |
| 2020 | Dallara F3 2019-Mecachrome | Alekszandr Szmoljar | 18        | 0         | 1             | 0                 | 59   | 11.                   | 3.                |
| 2020 | Dallara F3 2019-Mecachrome | Sebastián Fernández | 18        | 0         | 1             | 0                 | 31   | 14.                   | 3.                |
| 2021 | Dallara F3 2019-Mecachrome | Frederik Vesti      | 20        | 1         | 1             | 0                 | 138  | 4.                    | 3.                |
| 2021 | Dallara F3 2019-Mecachrome | Alekszandr Szmoljar | 20        | 2         | 0             | 2                 | 107  | 6.                    | 3.                |
| 2021 | Dallara F3 2019-Mecachrome | Juan Manuel Correa  | 20        | 0         | 0             | 0                 | 11   | 21.                   | 3.                |
| 2022 | Dallara F3 2019-Mecachrome | Victor Martins      | 18        | 2         | 0             | 1                 | 139  | 1.                    | 3.                |
| 2022 | Dallara F3 2019-Mecachrome | Grégoire Saucy      | 18        | 0         | 0             | 0                 | 30   | 15.                   | 3.                |
| 2022 | Dallara F3 2019-Mecachrome | Juan Manuel Correa  | 16        | 0         | 0             | 0                 | 39   | 13.                   | 3.                |
| 2023 | Dallara F3 2019-Mecachrome | Kaylen Frederick    |           |           |               |                   | 0*   | –*                    | –*                |
| 2023 | Dallara F3 2019-Mecachrome | Grégoire Saucy      |           |           |               |                   | 0*   | –*                    | –*                |
| 2023 | Dallara F3 2019-Mecachrome | Nikola Colov        |           |           |               |                   | 0*   | –*                    | –*                |

### Formula Regionális Európa-bajnokság
| Év   | Autó               | Versenyzők         | Verseny | Győzelem | Pole | Leggyorsabb kör | Dobogó | Helyezés (Versenyzők) | Helyezés (Csapat) |
| ---- | ------------------ | ------------------ | ------- | -------- | ---- | --------------- | ------ | --------------------- | ----------------- |
| 2021 | Tatuus-Autotecnica | Patrik Pasma       | 10      | 0        | 0    | 0               | 0      | 12.                   | 2.                |
| 2021 | Tatuus-Autotecnica | Thomas ten Brinke  | 8       | 0        | 0    | 0               | 0      | 17.                   | 2.                |
| 2021 | Tatuus-Autotecnica | Grégoire Saucy     | 20      | 8        | 8    | 2               | 10     | 1.                    | 2.                |
| 2021 | Tatuus-Autotecnica | Gabriele Minì      | 20      | 0        | 0    | 0               | 4      | 7.                    | 2.                |
| 2022 | Tatuus-Autotecnica | Gabriele Minì      | 20      | 3        | 3    | 5               | 9      | 2.                    | 3.                |
| 2022 | Tatuus-Autotecnica | Mari Boya†         | 20      | 0        | 0    | 2               | 1      | 10.                   | 3.                |
| 2022 | Tatuus-Autotecnica | Laurens van Hoepen | 20      | 0        | 0    | 0               | 0      | 21.                   | 3.                |
| 2022 | Tatuus-Autotecnica | Esteban Masson†    | 20      | 0        | 0    | 0               | 0      | 24.                   | 3.                |
| 2023 | Tatuus-Autotecnica | Marcus Armand      |         |          |      |                 | 0*     | –*                    | –*                |
| 2023 | Tatuus-Autotecnica | Laurens van Hoepen |         |          |      |                 | 0*     | –*                    | –*                |
| 2023 | Tatuus-Autotecnica | Charlie Wurz       |         |          |      |                 | 0*     | –*                    | –*                |

† Masson a 6. fordulóig a FA Racing by MP-nél vezetett, míg Boya az MP Motorsport-nál vezetett a 7. fordulótól.

## Korábbi sorozatok

### Formula–3 Euroseries
| Év   | Autó                      | Versenyzők          | Győzelmek | Pole-pozíciók | Leggyorsabb körök | Helyezés (Versenyzők) | Helyezés (Csapat) |
| ---- | ------------------------- | ------------------- | --------- | ------------- | ----------------- | --------------------- | ----------------- |
| 2003 | Dallara F303-Mercedes HWA | Olivier Pla         | 0         | 3             | 0                 | 3.                    |                   |
| 2003 | Dallara F303-Mercedes HWA | Alexandre Prémat    | 1         | 2             | 2                 | 7.                    |                   |
| 2003 | Dallara F303-Mercedes HWA | Bruno Spengler      | 0         | 0             | 0                 | 10.                   |                   |
| 2003 | Dallara F303-Mercedes HWA | Jamie Green         | 0         | 0             | 0                 | 20.                   |                   |
| 2004 | Dallara F303-Mercedes HWA | Jamie Green         | 7         | 6             | 8                 | 1.                    |                   |
| 2004 | Dallara F303-Mercedes HWA | Alexandre Prémat    | 3         | 4             | 3                 | 2.                    |                   |
| 2004 | Dallara F303-Mercedes HWA | Eric Salignon       | 3         | 2             | 3                 | 6.                    |                   |
| 2005 | Dallara F305-Mercedes HWA | Lewis Hamilton      | 15        | 8             | 10                | 1.                    | 1.                |
| 2005 | Dallara F305-Mercedes HWA | Adrian Sutil        | 2         | 1             | 3                 | 2.                    | 1.                |
| 2006 | Dallara F305-Mercedes HWA | Paul di Resta       | 5         | 3             | 1                 | 1.                    | 1.                |
| 2006 | Dallara F305-Mercedes HWA | Sebastian Vettel    | 4         | 1             | 5                 | 2.                    | 1.                |
| 2006 | Dallara F305-Mercedes HWA | Giedo van der Garde | 1         | 1             | 0                 | 6.                    | 1.                |
| 2006 | Dallara F305-Mercedes HWA | Kobajasi Kamui      | 0         | 1             | 1                 | 8.                    | 1.                |
| 2007 | Dallara F305-Mercedes HWA | Romain Grosjean     | 6         | 4             | 7                 | 1.                    | 1.                |
| 2007 | Dallara F305-Mercedes HWA | Nico Hülkenberg     | 4         | 2             | 3                 | 3.                    | 1.                |
| 2007 | Dallara F305-Mercedes HWA | Kobajasi Kamui      | 1         | 1             | 0                 | 4.                    | 1.                |
| 2007 | Dallara F305-Mercedes HWA | Tom Dillmann        | 0         | 0             | 0                 | 9.                    | 1.                |
| 2008 | Dallara F308-Mercedes HWA | Nico Hülkenberg     | 7         | 6             | 7                 | 1.                    | 1.                |
| 2008 | Dallara F308-Mercedes HWA | Jules Bianchi       | 2         | 2             | 1                 | 3.                    | 1.                |
| 2008 | Dallara F308-Mercedes HWA | Jon Lancaster       | 1         | 0             | 2                 | 12.                   | 1.                |
| 2008 | Dallara F308-Mercedes HWA | James Jakes         | 1         | 1             | 2                 | 13.                   | 1.                |
| 2009 | Dallara F308-Mercedes HWA | Jules Bianchi       | 9         | 6             | 7                 | 1.                    | 1.                |
| 2009 | Dallara F308-Mercedes HWA | Valtteri Bottas     | 2         | 0             | 1                 | 3.                    | 1.                |
| 2009 | Dallara F308-Mercedes HWA | Esteban Gutiérrez   | 0         | 0             | 0                 | 9.                    | 1.                |
| 2009 | Dallara F308-Mercedes HWA | Adrien Tambay       | 0         | 0             | 0                 | 23.                   | 1.                |
| 2010 | Dallara F308-Mercedes HWA | Valtteri Bottas     | 2         | 1             | 4                 | 3.                    | 2.                |
| 2010 | Dallara F308-Mercedes HWA | Alexander Sims      | 1         | 0             | 0                 | 4.                    | 2.                |
| 2010 | Dallara F308-Mercedes HWA | Jim Pla             | 1         | 0             | 0                 | 10.                   | 2.                |

### GP2
| Év   | Autó               | Versenyzők          | Versenyek | Győzelmek | Pole-pozíciók | Leggyorsabb körök | Pont  | Helyezés (Versenyzők) | Helyezés (Csapat) |
| ---- | ------------------ | ------------------- | --------- | --------- | ------------- | ----------------- | ----- | --------------------- | ----------------- |
| 2005 | Dallara-Mecachrome | Nico Rosberg        | 23        | 5         | 4             | 4                 | 120   | 1.                    | 1.                |
| 2005 | Dallara-Mecachrome | Alexandre Prémat    | 23        | 2         | 1             | 2                 | 67    | 4.                    | 1.                |
| 2006 | Dallara-Mecachrome | Lewis Hamilton      | 21        | 5         | 1             | 7                 | 114   | 1.                    | 1.                |
| 2006 | Dallara-Mecachrome | Alexandre Prémat    | 21        | 1         | 0             | 1                 | 66    | 3.                    | 1.                |
| 2007 | Dallara-Mecachrome | Lucas di Grassi     | 21        | 1         | 0             | 0                 | 77    | 2.                    | 2.                |
| 2007 | Dallara-Mecachrome | Sébastien Buemi     | 11        | 0         | 0             | 2                 | 6     | 21.                   | 2.                |
| 2007 | Dallara-Mecachrome | Mihail Aljosin      | 4         | 0         | 0             | 0                 | 3     | 25.                   | 2.                |
| 2007 | Dallara-Mecachrome | Michael Ammermüller | 6         | 0         | 0             | 1                 | 1     | 26.                   | 2.                |
| 2008 | Dallara-Mecachrome | Romain Grosjean     | 20        | 2         | 1             | 2                 | 62    | 4.                    | 5.                |
| 2008 | Dallara-Mecachrome | Luca Filippi        | 10        | 0         | 0             | 0                 | 5     | 19.                   | 5.                |
| 2008 | Dallara-Mecachrome | Jamamoto Szakon     | 10        | 0         | 0             | 0                 | 3     | 23.                   | 5.                |
| 2009 | Dallara-Mecachrome | Nico Hülkenberg     | 20        | 5         | 3             | 6                 | 100   | 1.                    | 1.                |
| 2009 | Dallara-Mecachrome | Pastor Maldonado    | 20        | 2         | 0             | 1                 | 36    | 6.                    | 1.                |
| 2010 | Dallara-Mecachrome | Jules Bianchi       | 20        | 0         | 3             | 1                 | 52    | 3.                    | 3.                |
| 2010 | Dallara-Mecachrome | Sam Bird            | 20        | 1         | 1             | 4                 | 48    | 5.                    | 3.                |
| 2011 | Dallara-Mecachrome | Jules Bianchi       | 18        | 1         | 1             | 0                 | 53    | 3.                    | 5.                |
| 2011 | Dallara-Mecachrome | Esteban Gutiérrez   | 17        | 1         | 0             | 1                 | 15    | 13.                   | 5.                |
| 2012 | Dallara-Mecachrome | Esteban Gutiérrez   | 24        | 3         | 0             | 5                 | 176   | 3.                    | 2.                |
| 2012 | Dallara-Mecachrome | James Calado        | 24        | 2         | 2             | 1                 | 160   | 5.                    | 2.                |
| 2013 | Dallara-Mecachrome | James Calado        | 22        | 2         | 0             | 2                 | 157   | 3.                    | 5.                |
| 2013 | Dallara-Mecachrome | Daniel Abt          | 22        | 0         | 0             | 0                 | 11    | 22.                   | 5.                |
| 2014 | Dallara-Mecachrome | Stoffel Vandoorne   | 22        | 4         | 4             | 4                 | 229   | 2.                    | 3.                |
| 2014 | Dallara-Mecachrome | Izava Takuja        | 22        | 0         | 0             | 1                 | 26    | 18.                   | 3.                |
| 2015 | Dallara-Mecachrome | Stoffel Vandoorne   | 21        | 7         | 5             | 7                 | 341,5 | 1.                    | 1.                |
| 2015 | Dallara-Mecachrome | Macusita Nobuharu   | 21        | 1         | 3             | 1                 | 68.5  | 9.                    | 1.                |
| 2016 | Dallara-Mecachrome | Szergej Szirotkin   | 22        | 2         | 3             | 3                 | 159   | 3.                    | 4.                |
| 2016 | Dallara-Mecachrome | Macusita Nobuharu   | 20        | 1         | 0             | 3                 | 92    | 11.                   | 4.                |
| 2016 | Dallara-Mecachrome | René Binder         | 2         | 0         | 0             | 0                 | 0     | 23.                   | 4.                |

### GP2 Asia Series
| Év      | Autó                      | Versenyzők        | Versenyek | Győzelmek | Pole-pozíciók | Leggyorsabb körök | Helyezés (Versenyzők) | Helyezés (Csapat) |
| ------- | ------------------------- | ----------------- | --------- | --------- | ------------- | ----------------- | --------------------- | ----------------- |
| 2008    | Dallara GP2/08-Mecachrome | Romain Grosjean   | 10        | 4         | 4             | 4                 | 1.                    | 1.                |
| 2008    | Dallara GP2/08-Mecachrome | Stephen Jelley    | 9         | 0         | 0             | 0                 | 24.                   | 1.                |
| 2008–09 | Dallara GP2/08-Mecachrome | Nico Hülkenberg   | 4         | 1         | 2             | 1                 | 6.                    | 4.                |
| 2008–09 | Dallara GP2/08-Mecachrome | Jamamoto Szakon   | 11        | 0         | 0             | 0                 | 9.                    | 4.                |
| 2008–09 | Dallara GP2/08-Mecachrome | Pastor Maldonado  | 5         | 0         | 0             | 0                 | 15.                   | 4.                |
| 2008–09 | Dallara GP2/08-Mecachrome | Nelson Philippe   | 2         | 0         | 0             | 0                 | 34.                   | 4.                |
| 2009–10 | Dallara GP2/08-Mecachrome | Sam Bird          | 8         | 0         | 0             | 1                 | 7.                    | 5.                |
| 2009–10 | Dallara GP2/08-Mecachrome | Jules Bianchi     | 6         | 0         | 1             | 0                 | 12.                   | 5.                |
| 2009–10 | Dallara GP2/08-Mecachrome | Marcus Ericsson   | 2         | 0         | 0             | 0                 | 24.                   | 5.                |
| 2011    | Dallara GP2/11-Mecachrome | Jules Bianchi     | 4         | 1         | 0             | 2                 | 2.                    | 2.                |
| 2011    | Dallara GP2/11-Mecachrome | Esteban Gutiérrez | 4         | 0         | 0             | 0                 | 11.                   | 2.                |

### GP3
| Év   | Autó                      | Versenyzők         | Versenyek | Győzelmek | Pole-pozíciók | Leggyorsabb körök | Pont  | Helyezés (Versenyzők) | Helyezés (Csapat) |
| ---- | ------------------------- | ------------------ | --------- | --------- | ------------- | ----------------- | ----- | --------------------- | ----------------- |
| 2010 | Dallara-Renault           | Esteban Gutiérrez  | 16        | 5         | 3             | 7                 | 88    | 1.                    | 1.                |
| 2010 | Dallara-Renault           | Alexander Rossi    | 16        | 2         | 0             | 1                 | 38    | 4.                    | 1.                |
| 2010 | Dallara-Renault           | Pedro Nunes        | 16        | 0         | 0             | 0                 | 4     | 24.                   | 1.                |
| 2011 | Dallara-Renault           | Valtteri Bottas    | 16        | 4         | 1             | 2                 | 62    | 1.                    | 1.                |
| 2011 | Dallara-Renault           | James Calado       | 16        | 1         | 1             | 2                 | 55    | 2.                    | 1.                |
| 2011 | Dallara-Renault           | Pedro Nunes        | 12        | 0         | 0             | 0                 | 0     | 32.                   | 1.                |
| 2011 | Dallara-Renault           | Richie Stanaway    | 4         | 1         | 0             | 0                 | 7     | 20.                   | 1.                |
| 2012 | Dallara-Renault           | Daniel Abt         | 16        | 2         | 0             | 0                 | 149.5 | 2.                    | 1.                |
| 2012 | Dallara-Renault           | Aaro Vainio        | 16        | 1         | 1             | 0                 | 123   | 4.                    | 1.                |
| 2012 | Dallara-Renault           | Conor Daly         | 16        | 1         | 0             | 0                 | 106   | 6.                    | 1.                |
| 2013 | Dallara-Renault           | Facu Regalia       | 16        | 1         | 1             | 2                 | 138   | 2.                    | 1.                |
| 2013 | Dallara-Renault           | Conor Daly         | 16        | 1         | 1             | 1                 | 126   | 3.                    | 1.                |
| 2013 | Dallara-Renault           | Jack Harvey        | 16        | 2         | 0             | 1                 | 114   | 5.                    | 1.                |
| 2014 | Dallara-Renault           | Marvin Kirchhöfer  | 18        | 1         | 2             | 4                 | 161   | 3.                    | 2.                |
| 2014 | Dallara-Renault           | Alex Fontana       | 18        | 0         | 0             | 1                 | 43    | 11.                   | 2.                |
| 2014 | Dallara-Renault           | Dino Zamparelli    | 18        | 0         | 0             | 2                 | 126   | 7.                    | 2.                |
| 2015 | Dallara-Renault           | Esteban Ocon       | 18        | 1         | 2             | 4                 | 253   | 1.                    | 1.                |
| 2015 | Dallara-Renault           | Marvin Kirchhöfer  | 18        | 5         | 1             | 1                 | 200   | 3.                    | 1.                |
| 2015 | Dallara-Renault           | Alfonso Celis, Jr. | 16        | 0         | 0             | 0                 | 24    | 12.                   | 1.                |
| 2016 | Dallara-Mecachrome        | Charles Leclerc    | 18        | 3         | 4             | 4                 | 202   | 1.                    | 1.                |
| 2016 | Dallara-Mecachrome        | Alexander Albon    | 18        | 4         | 3             | 3                 | 177   | 2.                    | 1.                |
| 2016 | Dallara-Mecachrome        | Nyck de Vries      | 18        | 2         | 1             | 1                 | 133   | 6.                    | 1.                |
| 2016 | Dallara-Mecachrome        | Fukuzumi Nirei     | 18        | 0         | 0             | 0                 | 91    | 7.                    | 1.                |
| 2017 | Dallara GP3/16-Mecachrome | George Russell     | 15        | 4         | 4             | 5                 | 220   | 1.                    | 1.                |
| 2017 | Dallara GP3/16-Mecachrome | Jack Aitken        | 15        | 1         | 2             | 2                 | 141   | 2.                    | 1.                |
| 2017 | Dallara GP3/16-Mecachrome | Fukuzumi Nirei     | 15        | 2         | 2             | 0                 | 134   | 3.                    | 1.                |
| 2017 | Dallara GP3/16-Mecachrome | Anthoine Hubert    | 15        | 0         | 0             | 4                 | 123   | 4.                    | 1.                |
| 2018 | Dallara GP3/16-Mecachrome | Anthoine Hubert    | 18        | 2         | 2             | 4                 | 214   | 1.                    | 1.                |
| 2018 | Dallara GP3/16-Mecachrome | Nyikita Mazepin    | 18        | 4         | 1             | 5                 | 198   | 2.                    | 1.                |
| 2018 | Dallara GP3/16-Mecachrome | Callum Ilott       | 18        | 2         | 1             | 2                 | 167   | 3.                    | 1.                |
| 2018 | Dallara GP3/16-Mecachrome | Jake Hughes        | 18        | 1         | 0             | 0                 | 85    | 8.                    | 1.                |

### DTM
| Év   | Gyártó        | Versenyzők       | 1        | 2        | 3        | 4        | 5        | 6        | 7        | 8         | 9        | 10       | 11       | 12       | 13       | 14       | 15       | 16       | 17       | 18       | Helyezés (Versenyzők) | Helyezés (Csapat) |
| ---- | ------------- | ---------------- | -------- | -------- | -------- | -------- | -------- | -------- | -------- | --------- | -------- | -------- | -------- | -------- | -------- | -------- | -------- | -------- | -------- | -------- | --------------------- | ----------------- |
| 2015 | Mercedes-Benz | Gary Paffett     | HOC 1 Ki | HOC 2 3  | LAU 1 23 | LAU 2 Ki | NOR 1 3  | NOR 2 7  | ZAN 1 11 | ZAN 2 10  | SPL 1 7  | SPL 2    | MSC 1 7  | MSC 2 6  | OSC 1 Ki | OSC 2 13 | NÜR 1 4  | NÜR 2 Ki | HOC 1 Ki | HOC 2 9  | 9.                    | 10.               |
| 2015 | Mercedes-Benz | Lucas Auer       | HOC 1 Ki | HOC 2 Ni | LAU 1 21 | LAU 2 Ki | NOR 1 15 | NOR 2 9  | ZAN 1 17 | ZAN 2 20  | SPL 1 21 | SPL 2 6  | MSC 1 13 | MSC 2 19 | OSC 1 15 | OSC 2 17 | NÜR 1 6  | NÜR 2 19 | HOC 1 16 | HOC 2 19 | 23.                   | 10.               |
| 2016 | Mercedes-Benz | Gary Paffett     | HOC 1 11 | HOC 2 4  | SPL 1 18 | SPL 2 13 | LAU 1 14 | LAU 2 5  | NOR 1 14 | NOR 2 Kiz | ZAN 1 4  | ZAN 2    | MSC 1 3  | MSC 2 18 | NÜR 1 19 | NÜR 2 7  | HUN 1 20 | HUN 2 16 | HOC 1 19 | HOC 2 15 | 11.                   | 10.               |
| 2016 | Mercedes-Benz | Esteban Ocon     | HOC 1 Ki | HOC 2 Ki | SPL 1 20 | SPL 2 18 | LAU 1 23 | LAU 2 15 | NOR 1 Ki | NOR 2 13  | ZAN 1 9  | ZAN 2 18 |          |          |          |          |          |          |          |          | 26.                   | 10.               |
| 2016 | Mercedes-Benz | Felix Rosenqvist |          |          |          |          |          |          |          |           |          |          | MSC 1 10 | MSC 2 20 | NÜR 1 12 | NÜR 2 18 | HUN 1 8  | HUN 2 11 | HOC 1 Ki | HOC 2 Ki | 25.                   | 10.               |
| 2020 | BMW           | Robert Kubica    | SPA 1 14 | SPA 2 14 | LAU 1 13 | LAU 2 13 | LAU 1 16 | LAU 2 16 | ASS 1 10 | ASS 2 14  | NÜR 1 16 | NÜR 2 12 | NÜR 1 13 | NÜR 2 Ki | ZOL 1 14 | ZOL 2 12 | ZOL 1 Ki | ZOL 2 3  | HOC 1 8  | HOC 2 15 | 15.                   | 8.                |

## Fordítás
- Ez a szócikk részben vagy egészben  az   ART Grand Prix című angol Wikipédia-szócikk fordításán alapul.  Az eredeti cikk szerkesztőit annak laptörténete sorolja fel. Ez a jelzés csupán a megfogalmazás eredetét és a szerzői jogokat jelzi, nem szolgál a cikkben szereplő információk forrásmegjelöléseként.

## Külső hivatkozások
- Hivatalos weboldal